# Actias artemis
Actias artemis är en fjärilsart som beskrevs av Bremer och William Grey 1853. Actias artemis ingår i släktet månspinnare, och familjen påfågelspinnare. Inga underarter finns listade i Catalogue of Life.

## Bildgalleri

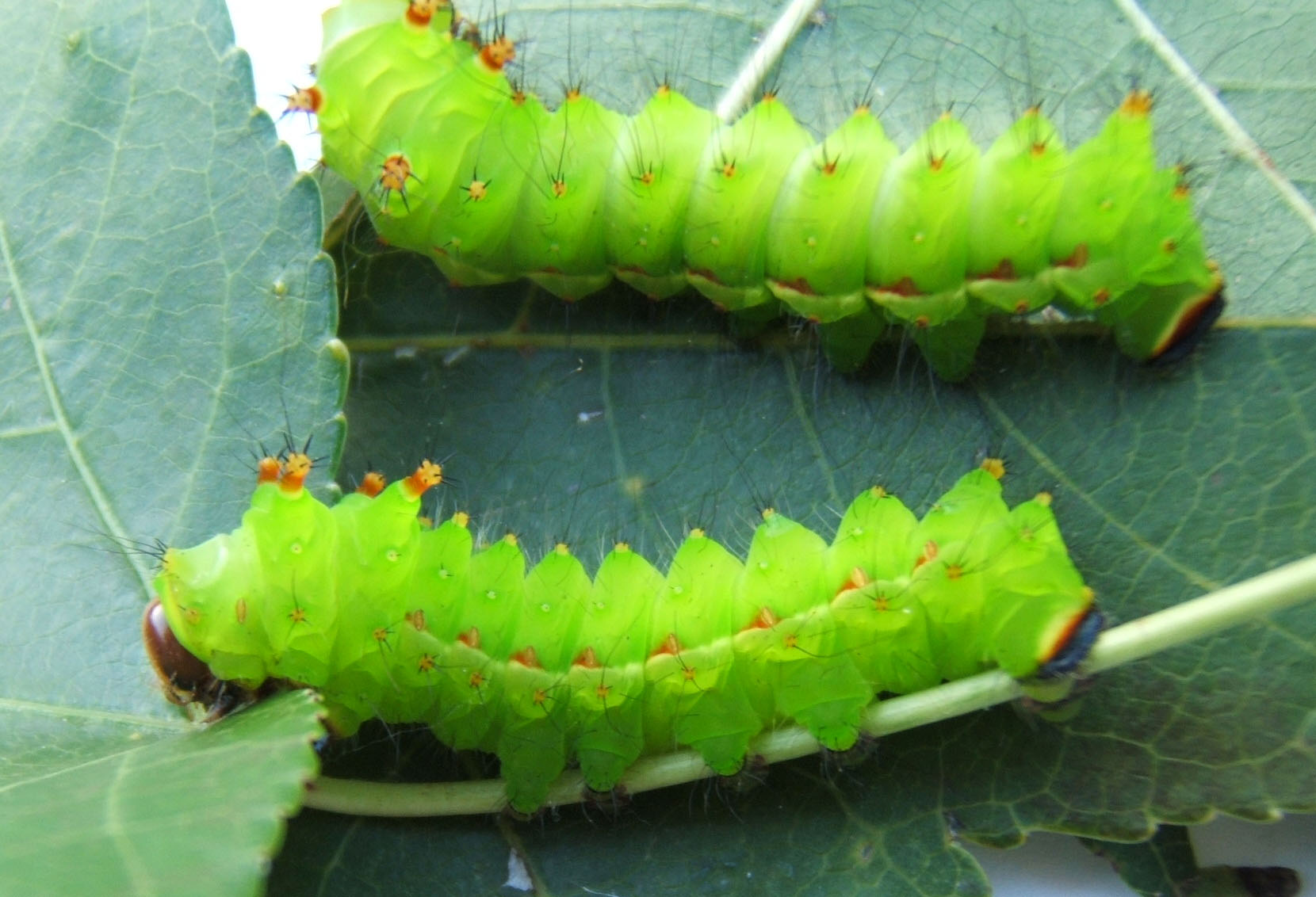
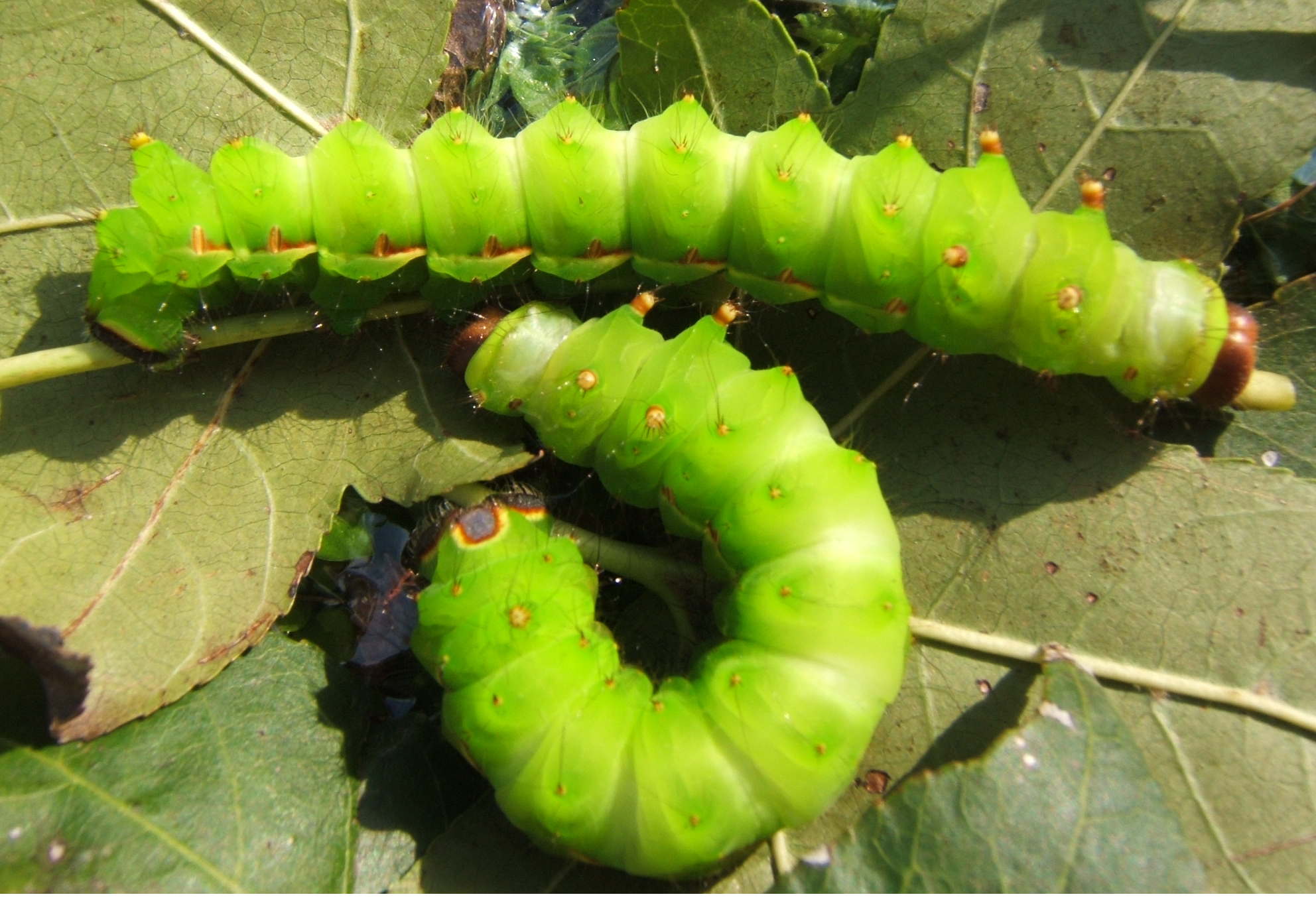
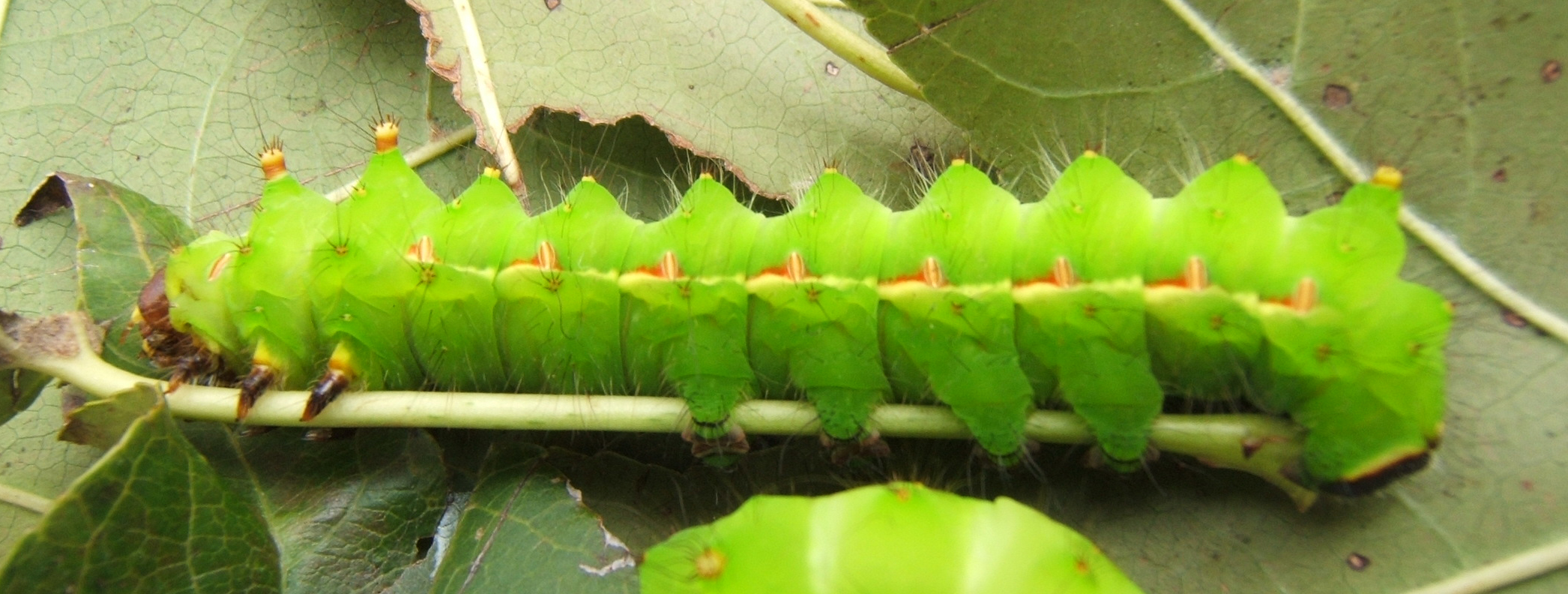
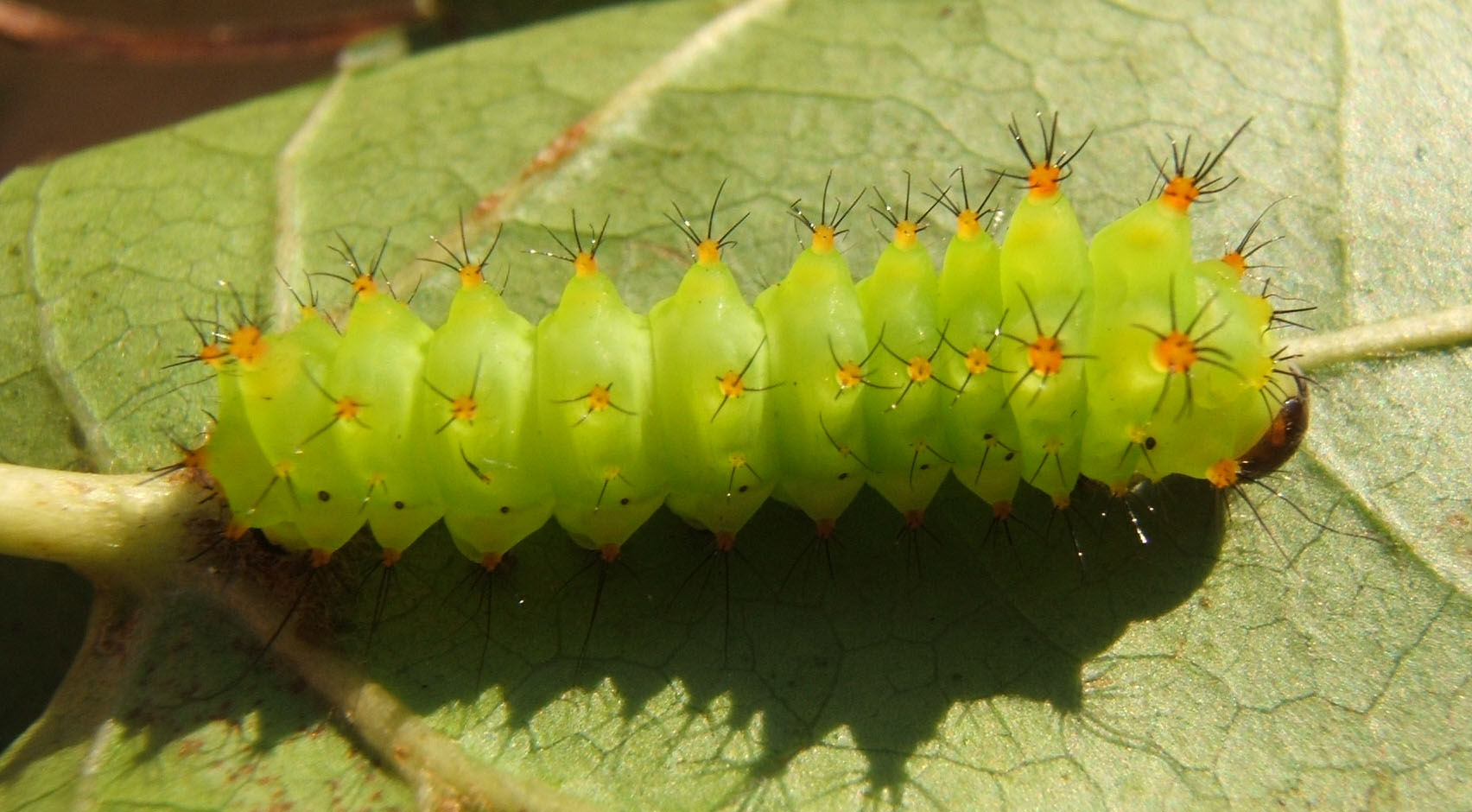
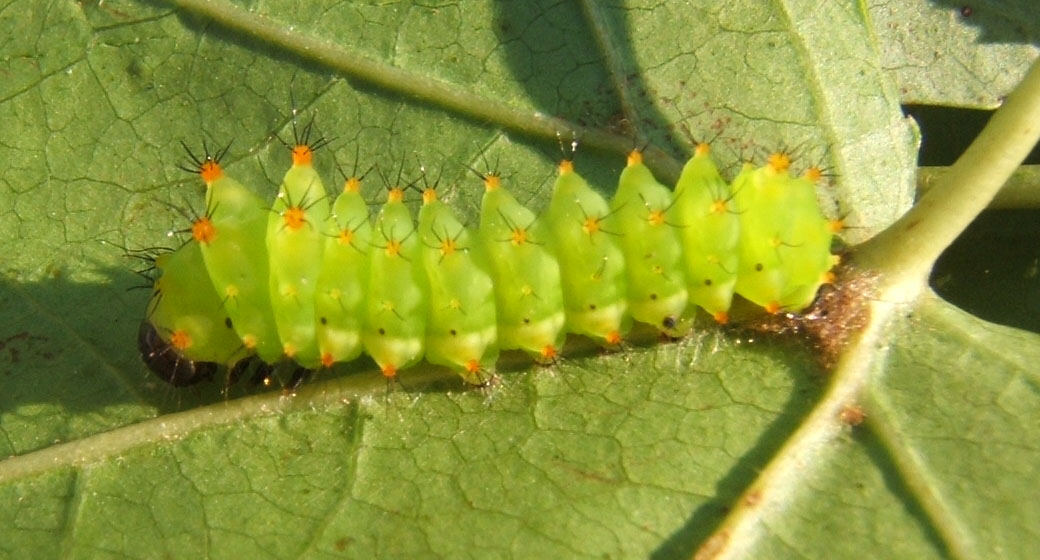
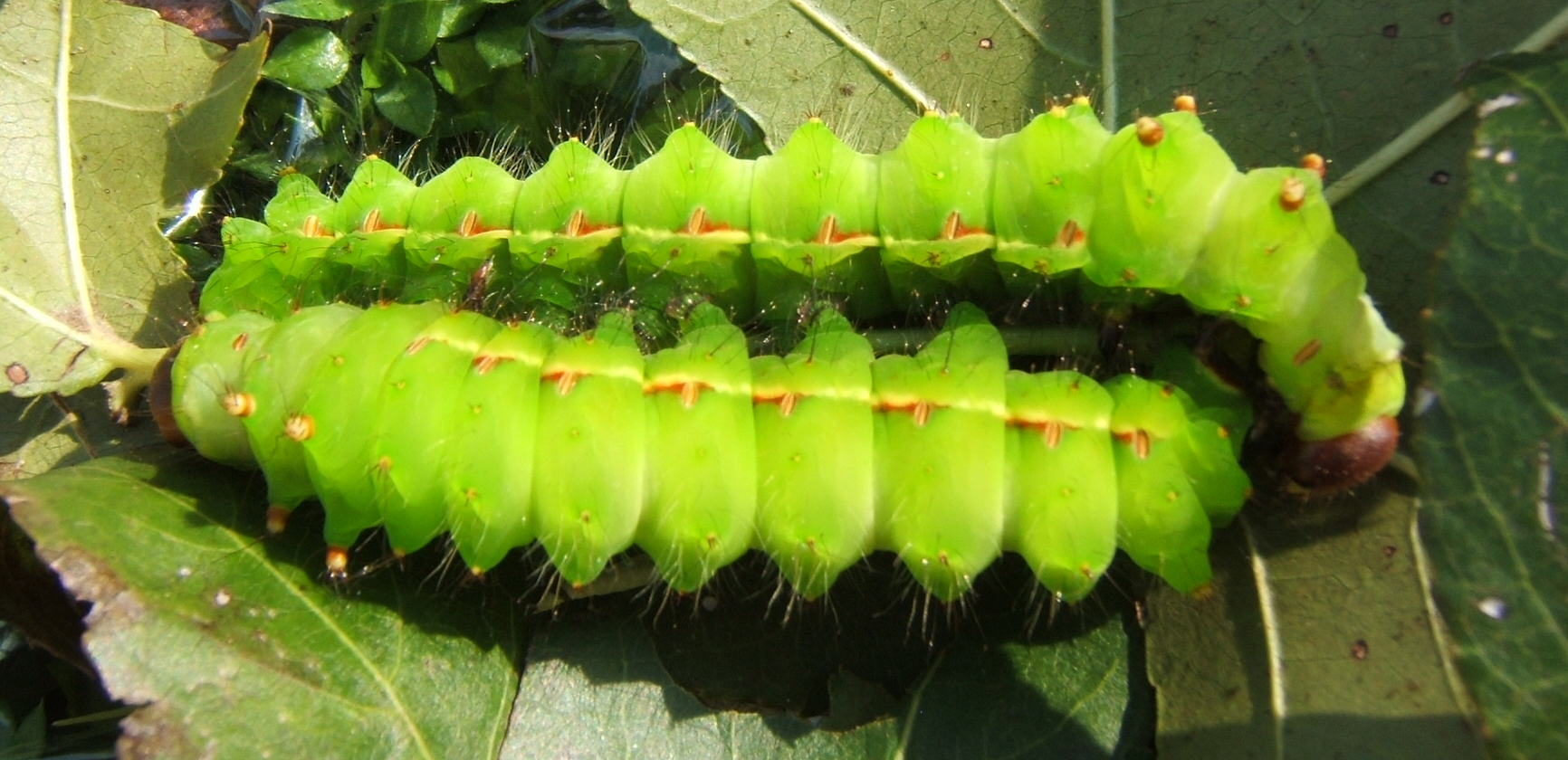